# RealVideo
RealVideo è un codec video proprietario, sviluppato dalla RealNetworks. La sua prima release risale al 1997.
RealVideo è stato usato inizialmente per servire video streaming attraverso le reti internet ad un basso bit rate verso personal computer. Lo sviluppo delle connessioni verso la banda larga ha permesso di offrire filmati con una maggior qualità. Inoltre, lo streaming consente di scaricare e vedere filmati di qualsiasi tipo su apparecchi cellulari.
RealVideo differisce dalle codifiche normali in quanto è un formato proprietario ottimizzato esclusivamenteper lo streaming attraverso il protocollo (proprietario) PNA oppure tramite il Real Time Streaming Protocol. Può essere usato per scaricare e vedere video o per uno streaming live.

## Programmi per la lettura di file RealVideo
RealVideo è solitamente associato a Real Audio in un pacchetto Real Media (.rm).
Tra i maggiori player che leggono il formato Real Media ci sono il RealPlayer di Real Networks, Helix Player, MPlayer, e StreamBox VCR. Segue la lista di tutti i programmi:
- RealPlayer

- RealProducer di RealNetworks
- MPlayer
- VLC Media Player
- StreamBox VCR
- Cleaner XL
- Real Alternative
- Adobe Premiere
- Sony Anycast Station
- Anystream Agility
- Accordant Presenter
- WinAVI Video Converter